# Euthalia gasvena
Euthalia gasvena är en fjärilsart som beskrevs av Hans Fruhstorfer 1913. Euthalia gasvena ingår i släktet Euthalia och familjen praktfjärilar. Inga underarter finns listade i Catalogue of Life.